# Łeonid Pluszcz
Łeonid Iwanowycz Pluszcz, ukr. Леонід Іванович Плющ (ur. 26 kwietnia 1939 w Narynie, zm. 4 czerwca 2015 w Bessèges) – ukraiński matematyk, dysydent w czasach ZSRR.

## Życiorys
W 1956 rozpoczął studia matematyczne na Uniwersytecie w Odessie, kontynuował je na Uniwersytecie Kijowskim, ostatecznie studia ukończył w 1962. W latach 1962–1968 pracował w Instytucie Cybernetyki Akademii Nauk USRR, następnie został zwolniony z przyczyn politycznych. W latach 60. uczestniczył w ruchu Szistdesiatnyków, współpracował także z rosyjskim obrońcami praw człowieka, w tym z Kroniką Wydarzeń Bieżących, był sygnatariuszem protestów w obronie Aleksandra Ginzburga, uczestników demonstracji na Placu Czerwonym w 1968. W 1969 został członkiem Grupy Inicjatywnej Obrony Praw Człowieka, podpisywał listy protestacyjne tej grupy. W styczniu 1972 został aresztowany, a od stycznia 1973 przymusowo leczony psychiatrycznie. Jego przypadek miał symboliczne znaczenie w protestach przeciwko wykorzystywaniu psychiatrii dla nękania przeciwników politycznych w ZSRR organizowanych w zachodniej Europie. W 1976 został zwolniony, wyjechał do Francji. tam współpracował z Ukraińską Grupą Helsińską oraz emigracyjną prasą ukraińską i rosyjską. W kolejnych latach poświęcił się literaturoznawstwu, w 1989 wydał książkę Exodus Tarasa Szewczenki. Wokół „Moskiewskiej Studni”, był członkiem rzeczywistym Towarzystwa Naukowego im. Szewczenki, członkiem Związku Pisarzy Ukraińskich „Słowo”. W 2006 odznaczony orderem „Za odwagę” I klasy.
Opublikował wspomnienia W karnawale historii (1976), opublikowane we fragmencie po polsku w tomie Wstyd było milczeć. Świadectwa radzieckich dysydentów, wybór i wstęp Marek Radziwon, wyd. Instytut Książki-Nowaja Polsza, Kraków-Warszawa 2013.